# Dulithöna
Dulithöna (Rhizothera dulitensis) är en hotad fågel i familjen fälthöns inom ordningen fasanfåglar.

## Utseende
Dulithönan är en 37 cm lång hönsfågel med lång och rätt kraftig nedåtböjd näbb. Ansiktet är rostfärgat och på strupen och övre delen av bröstet syns ett brett grått band. Buken är vit och ovansidan brunaktig. Den liknande närbesläktade långnäbbshönan har rostfärgad buk, rostgrå flanker och vitaktiga fläckar på vingarna.

## Utbredning och systematik
Fågeln återfinns enbart på norra Borneo. Tidigare betraktades den som underart till långnäbbshöna (R. longirostris).

## Status
Dulithönan är mycket dåligt känd, endast från åtta exemplar som samlades in mellan 1894 och 1902 i Borneos Central Highlands. Dessa är endast kända från tre lokaler, varav en med oklart läge. Eftersom den inte setts med säkerhet sen dess är det möjligt att arten är mycket sällsynt. Närbesläktade långnäbbshönan är dock mycket tillbakadragen och lämpliga miljöer återstår i stora arealer. IUCN bedömer därför att det inte finns tillräcklig data för att bedöma artens status och placerar den i kategorin kunskapsbrist.